# Skierniewice
Skierniewice é um município da Polônia, na voivodia de Łódź. Estende-se por uma área de 36,08 km², com 47 375 habitantes, segundo os censos de 2018, com uma densidade de 1318 hab/km².